# Allen Case
Allen Case (8 de octubre de 1934 – 25 de agosto de 1986) fue un actor estadounidense. 

## Resumen biográfico
Nacido en Dallas, Texas, estudió brevemente en la Southern Methodist University de Dallas. Se hizo conocer gracias a su papel de Clay McCord en The Deputy (1959-1961), junto a un regular de la serie de la talla de Henry Fonda (que recibía mejores créditos a pesar de actuar con menor frecuencia). Case hizo más de treinta actuaciones televisivas entre 1958 y 1982, a menudo en producciones western.
En la temporada 1965-1966, Case interpretó a Frank James junto a Christopher Jones, éste en el papel titular, en la serie de la ABC The Legend of Jesse James.
Allen Case falleció en Truckee, California, a causa de un infarto agudo de miocardio, en 1986.